# Трактовая (Черемховский район)
Трактовая — деревня в Черемховском районе Иркутской области России. Входит в состав Черемховского муниципального образования. Находится примерно в 12 км к северо-западу от районного центра — города Черемхово.

## Население
| 2002 | 2010 | 2011 | 2012 |
| ---- | ---- | ---- | ---- |
| 27   | →27  | →27  | ↘24  |